# Liste der Monuments historiques in Chamesson
Die Liste der Monuments historiques in Chamesson führt die Monuments historiques in der französischen Gemeinde Chamesson auf.

## Liste der Objekte
| Bezeichnung | Beschreibung                                                  | Standort                                      | Kennzeichnung | Schutzstatus | Datum | Bild |
| ----------- | ------------------------------------------------------------- | --------------------------------------------- | ------------- | ------------ | ----- | ---- |
| Pietà       | Kalkstein, farbig gefasst, zweite Hälfte des 15. Jahrhunderts | in der Kirche St-Valentin-de-Griselles (Lage) | PM21000505    | Classé       | 1964  |      |